# Weiches Lungenkraut
Das Weiche Lungenkraut (Pulmonaria mollis) ist eine Pflanzenart aus der Familie der Raublattgewächse (Boraginaceae). Sie ist in Europa und in den Gemäßigten Zonen Asiens verbreitet.

## Beschreibung

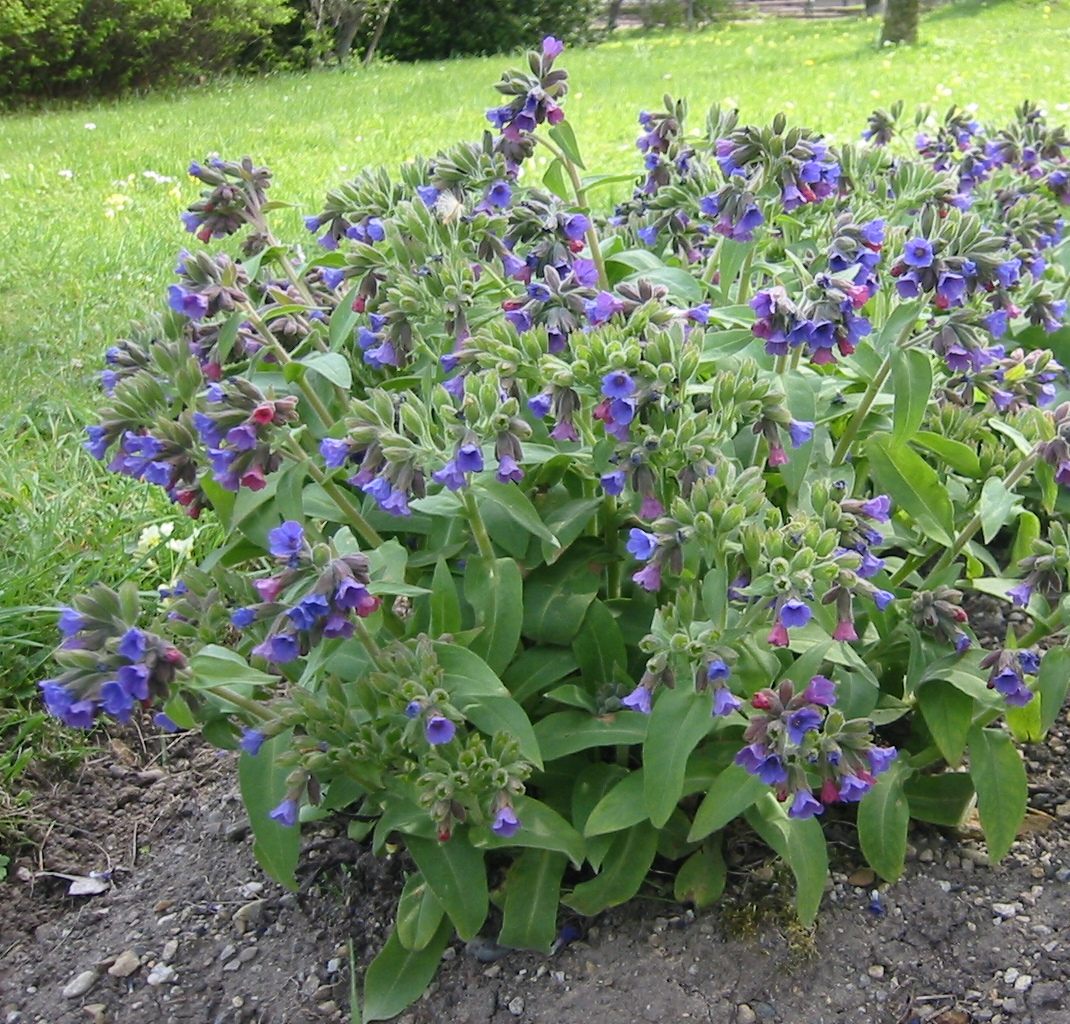
Habitus

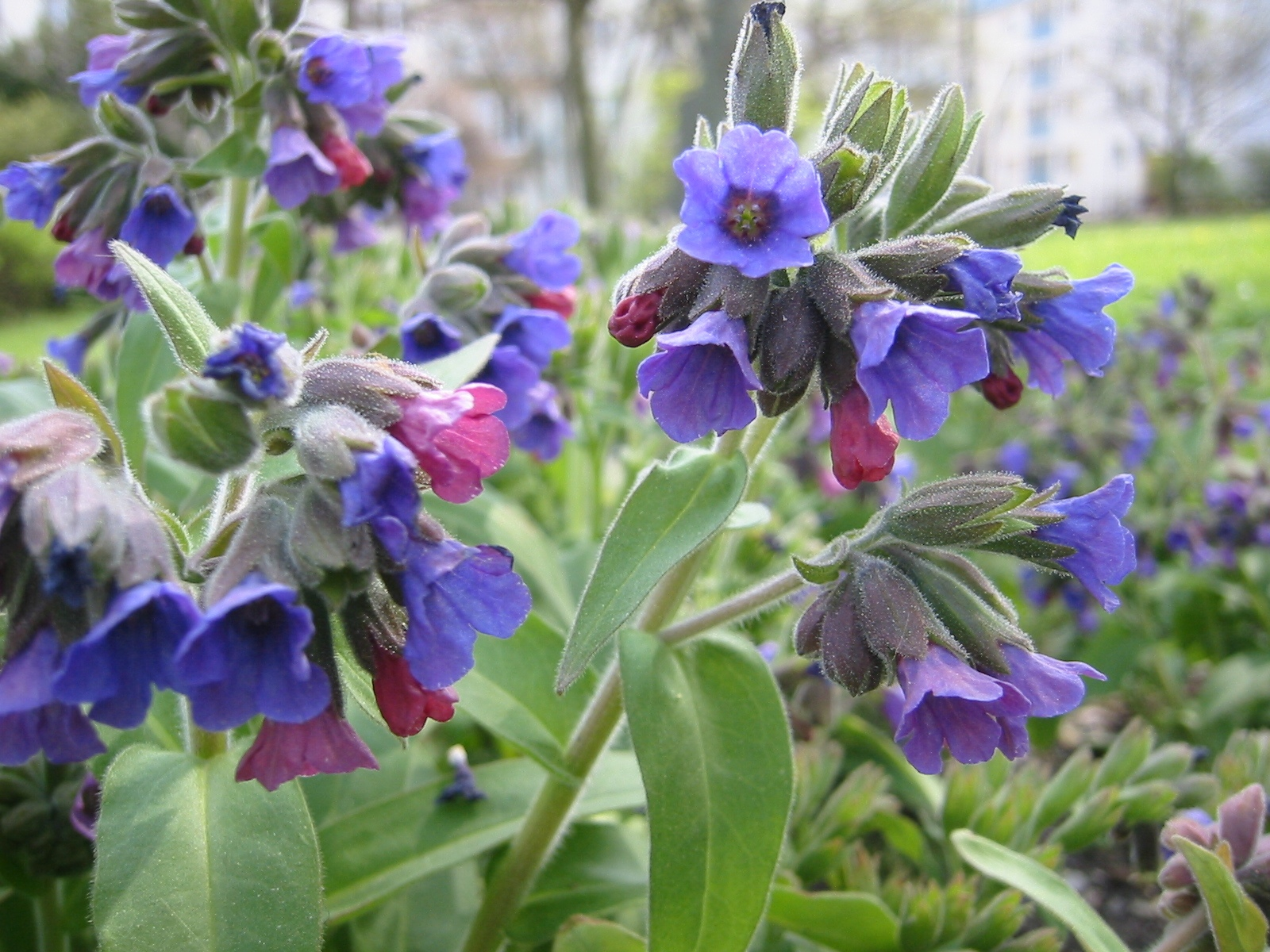
Blütenstand

### Erscheinungsbild und Blatt
Das Weiche Lungenkraut ist eine ausdauernde krautige Pflanze und erreicht Wuchshöhen von 15 bis 50 Zentimetern. Der Stängel wächst aufrecht.
Die Laubblätter sind in Blattstiel sowie Blattspreite gegliedert und auf der Oberseite mit glänzenden, zarten, kurzen Borsten besetzt. Sehr selten zeigen sich kleine, hellgrüne Flecken. Die grundständigen Laubblätter sind bei einer Länge von 20 bis 30 Zentimetern breit-elliptisch mit spitzem oberen Ende und in den Blattstiel verschmälert. Die obersten Stängelblätter sind bei einer Länge von 4 bis 10 Zentimetern sowie einer Breite von 2 bis 4 Zentimetern einfach, ihr Blattstiel ist im unteren Teil schmal, im oberen allmählich breiter geflügelt und etwas am Stängel herablaufend.

### Generative Merkmale
Die Blütezeit liegt vorwiegend im April und Mai. Die Blüten sitzen in ziemlich lockeren Blütenständen. Die Blütenstiele sind dicht drüsig behaart. Die zwittrigen Blüten sind fünfzählig mit doppelter Blütenhülle. Die Blütenkrone ist zuerst rot, dann violett und schließlich blauviolett gefärbt und 1,5 bis 2 Zentimeter lang. Die Kronröhre ist auch unter dem Haarring noch behaart. Die Staubbeutel sind meist schwarzviolett.
Die Nüsschen sind bei einer Länge von mehr oder weniger 4 bis 5 Millimeter eiförmig, anfangs kurz behaart, reif kahl und glänzend dunkelbraun bis schwarz gefärbt.
Die Chromosomenzahl beträgt für beide Unterarten 2n = 18.

## Vorkommen und Gefährdung

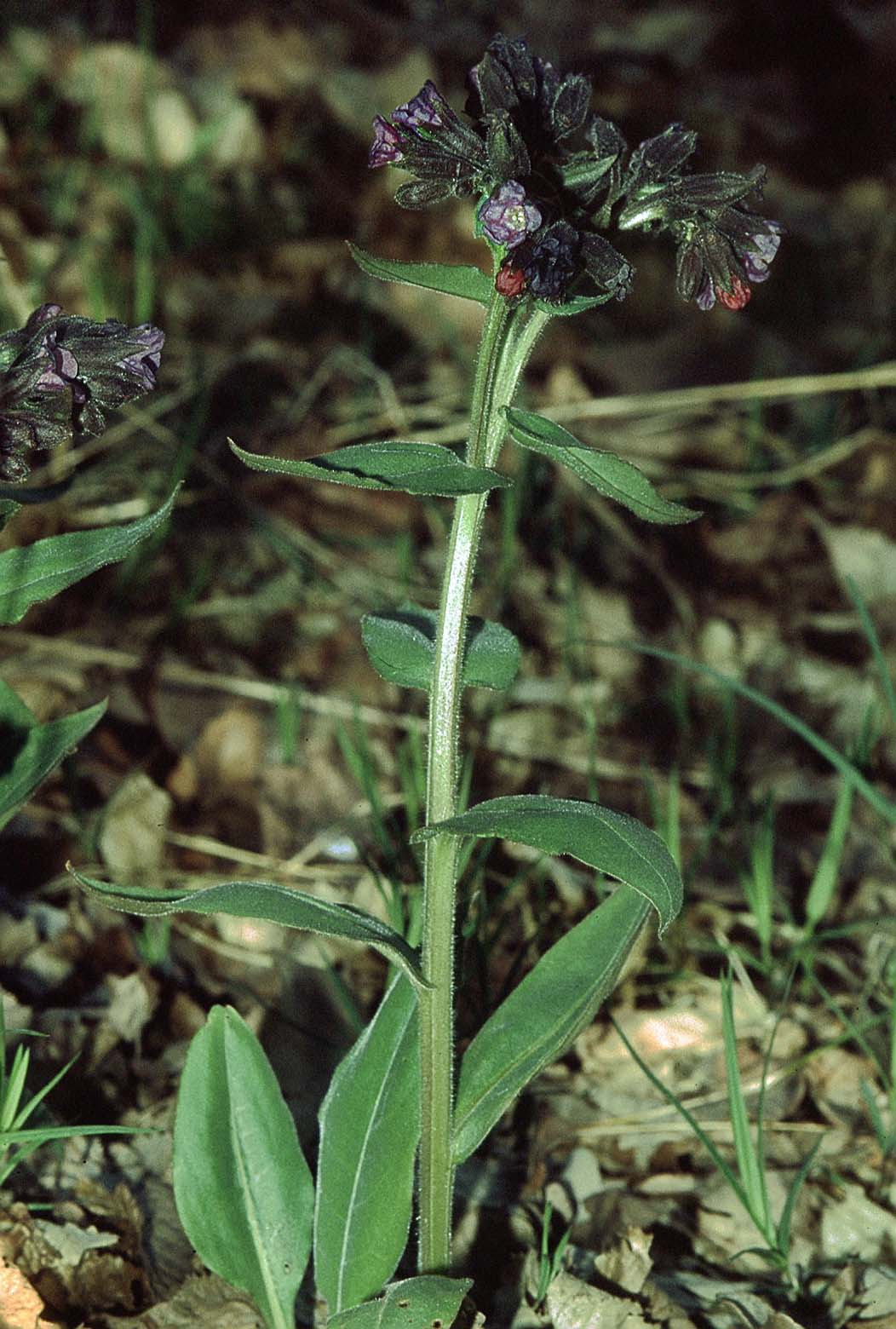
Weiches Lungenkraut (Pulmonaria mollis subsp. mollis)

Pulmonaria mollis kommt selten bis zerstreut in Süd- und Westdeutschland, Belgien, Frankreich, Nordspanien, Österreich und der Schweiz vor.
Das Weiche Lungenkraut ist in Österreich zerstreut aufzufinden und potenziell gefährdet. In der Schweiz ist es selten und nur mit der montan bis subalpin verbreiteten Unterart Pulmonaria mollis subsp. alpigena vertreten, welche auch in Österreich selten vorkommt.
In Deutschland ist die Art selten. Die Unterart Pulmonaria mollis subsp. alpigena wächst nur in den Alpen und im Alpenvorland, während Pulmonaria mollis subsp. mollis vor allem in Nord- und Mittelbayern sowie in Baden-Württemberg selten zu finden ist. Die Art ist nach Bundesnaturschutzgesetz (BNatSchG) streng geschützt und wird in Anhang 1 der Bundesartenschutzverordnung (BArtSchV) aufgeführt.
Das Weiche Lungenkraut wächst in Laubmisch-, Trocken- und Auenwäldern. Es gedeiht am besten auf frischen, kalkhaltigen Lehmböden. In Mitteleuropa wächst es in Gesellschaften der Ordnung Origanetalia, Prunetalia, Fagetalia oder Quercetalia pubescentis. In den Allgäuer Alpen steigt es im Grenzgebiet des Tiroler Teils bei Kaisers im Eingang zum Kaisertal in der Unterart subsp. alpigena bis zu einer Höhenlage von 1530 Metern auf.

## Systematik
Die Erstveröffentlichung von Pulmonaria mollis erfolgte 1815 durch Franz Xaver von Wulfen in Jens Wilken Hornemann: Flora Wirceburgensis… Suppl., S. 13. Synonyme für Pulmonaria mollis Wulfen ex Hornem. sind: Pulmonaria montana var. pseudoangustifolia Guşul., Pulmonaria montana subsp. mollis (Hornem.) Gams, Pulmonaria media Host, Pulmonaria mollissima A.Kern., Pulmonaria mollis subsp. mollissima (A.Kern.) Nyman.
Von Pulmonaria mollis gibt es zwei Unterarten. Die beiden Unterarten unterscheiden sich im Wesentlichen durch die Steifheit der Behaarung und die Färbung der Blütenkrone.:
- Pulmonaria mollis Wulfen ex Hornem. subsp. mollis : Sie kommt vor in Frankreich, in Mittel-, in Ost- und Südosteuropa.[6]
- Voralpen-Lungenkraut (Pulmonaria mollis subsp. alpigena W.Sauer): Es kommt vor in Frankreich, in der Schweiz, in Deutschland und in Österreich.[6] Es gedeiht u. a. im Trifolio-Agrimonietum aus dem Verband Trifolion medii.[2]

Die Gattung Pulmonaria ist ausgesprochen komplex und schwierig. Zwischen den einzelnen Arten existieren zahlreiche Übergänge sowie hybride Formen. Teilweise sind die spezifischen Sippen nur durch Chromosomenanalyse bestimmbar. Die Verbreitungsangaben in der Literatur sind dadurch häufig nicht vollständig bzw. falsch.